# Talsperre Cuesta del Viento
Die Talsperre Cuesta del Viento (spanisch Represa Cuesta del Viento bzw. Dique Cuesta del Viento) ist eine Talsperre mit Wasserkraftwerk in der Provinz San Juan, Argentinien. Sie staut den Río Jáchal zu einem Stausee auf. Die Talsperre und das zugehörige Wasserkraftwerk werden auch als Wasserkraftwerkskomplex Cuesta del Viento (span. Complejo hidroeléctrico Cuesta del Viento) bezeichnet.
Die Talsperre dient dem Hochwasserschutz, der Bewässerung sowie der Stromerzeugung. Mit ihrem Bau wurde 1986 begonnen. Sie wurde im September 1998 fertiggestellt. Die Talsperre und das Wasserkraftwerk sind in Staatsbesitz (Provincia de San Juan). Sie werden durch die Energia Provincial Sociedad del Estado betrieben.

## Absperrbauwerk
Das Absperrbauwerk ist ein Schüttdamm mit einer Höhe von 62 m über dem Flussbett. Die Dammkrone liegt auf einer Höhe von 1535 m über dem Meeresspiegel. Die Länge der Dammkrone beträgt 247 (bzw. 320) m, ihre Breite an der Krone 10 m. Das Volumen des Absperrbauwerks liegt bei 2,423 (bzw. 3) Mio. m³.
Der Staudamm verfügt sowohl über eine Hochwasserentlastung als auch über einen Grundablass. Über die Hochwasserentlastung können maximal 960 m³/s abgeleitet werden, über den Grundablass maximal 36 m³/s.

## Stausee
Das normale Stauziel liegt zwischen 1500 und 1529 m. Bei einem Stauziel von 1529 m erstreckt sich der Stausee über eine Fläche von rund 12,31 km² und fasst 192,5 Mio. m³ Wasser. Das maximale Stauziel beträgt 1532 m.

## Kraftwerk
Das Maschinenhaus des Kraftwerks befindet sich am Fuß der Talsperre auf der rechten Seite. Die installierte Leistung beträgt mit einer Kaplan-Turbine 8,896 MW. Die durchschnittliche Jahreserzeugung wird mit 28 Mio. kWh angegeben. Die Nenndrehzahl der Turbine beträgt 428,6 min−1. Die Fallhöhe liegt zwischen 38 und 67 m. Der Durchfluss beträgt maximal 18 m³/s (minimal 6 m³/s).